# José van Waveren
José van Waveren is een Nederlandse zangeres van het Franse chanson.
Ze zingt chansons uit de jaren 60 en 70 van Jacques Brel, Barbara, Yves Duteil, Michel Fugain, Charles Aznavour en Julien Clerc. Sinds 2002 schrijft en componeert ze haar eigen chansons; existentiële chansons in de klassieke traditie waarin ze de kwetsbaarheid van het bestaan bezingt. Het zijn intieme sfeerbeschrijvingen over het leven, de liefde, en de dood, zowel melancholiek als humoristisch. Haar cd "Fragile" met enkel eigen werk is uitgekomen in 2009. Hiervoor schreef ze alle piano- en cellobegeleidingen en wordt ze begeleid door pianiste Marina Popova en celliste Naomi Rubinstein.
In 2015 heeft ze het album "Mélancolie" opgenomen met een jazz-combo en met accordeonist André Vrolijk. Hierop bekender werk van bovengenoemde artiesten en enkele nieuwe eigen chansons.
In 2019 neemt José deel aan het Nationaal Ouderensongfestival, waarvoor ze de internetprijs heeft gewonnen. Ze kreeg 229 van de bijna 750 stemmen.
Op 13 maart 2022 stond José met pianist Sjoerd Brouwer in de finale van het Concours de la Chanson van de Alliance Française en won de Prix Wallonie- Bruxelles met haar zelf geschreven en gecomponeerde lied "Portrait d'un mariage". Sinds die tijd  vormt ze een vast duo met Sjoerd Bouwer, maar ze speelt ook met pianiste Anna van Nieukerken en pianist Jaap Stork. 
In december 2023 heeft ze vijf nieuwe zelfgeschreven chansons opgenomen waaronder twee Nederlandse. Het "Liedje voor een nabestaande" schreef ze naar aanleiding van het overlijden van haar man en blijkt tijdens ieder optreden veel herkenning en troost te geven aan mensen die in een vergelijkbaar rouwproces verkeren. Het lied "Lettre à mon père" schreef ze als herinnering aan haar overleden vader. De nieuwe chansons staan net als haar vorige cd's op Spotify en andere streamingdiensten.  